# غارث كروكس
غارث كروكس (بالإنجليزية: Garth Crooks)‏ هو معلق رياضي ولاعب كرة قدم بريطاني، ولد في 10 مارس 1958 في ستوك أون ترينت في المملكة المتحدة. شارك مع منتخب إنجلترا تحت 21 سنة لكرة القدم. أما مع النوادي، فقد لعب مع تشارلتون أثلتيك وتوتنهام هوتسبير وستوك سيتي ومانشستر يونايتد ووست بروميتش ألبيون.

## وصلات خارجية
- غارث كروكس على موقع قاعدة بيانات كرة القدم.إي يو (الإنجليزية)
- غارث كروكس على موقع Soccerbase.com (لاعب) (الإنجليزية)